# Meriola teresita
Meriola teresita là một loài nhện trong họ Trachelidae.
Loài này thuộc chi Meriola. Meriola teresita được miêu tả năm 1995 bởi Norman I. Platnick & Ewing.